# Санкт-Петербургский военно-морской институт

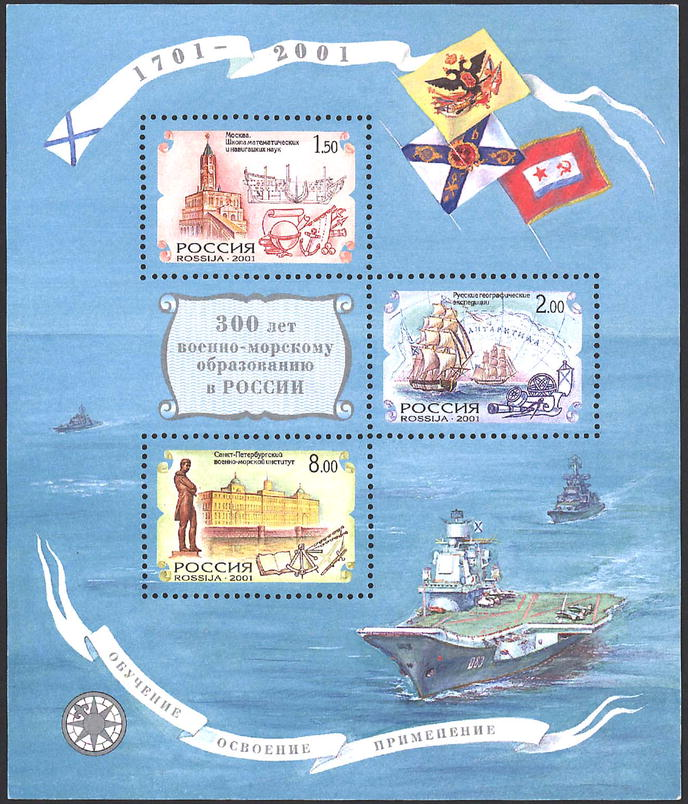
Санкт-Петербургский военно-морской институт на почтовом блоке «300 лет военно-морскому образованию в России»

Морской корпус Петра Великого — Санкт-Петербургский военно-морской институт — высшее учебное заведение России в Санкт-Петербурге.
Полное наименование — федеральное государственное образовательное учреждение высшего профессионального образования «Морской корпус Петра Великого — Санкт-Петербургский военно-морской институт» Министерства обороны Российской Федерации.
СПбВМИ — старейшее высшее учебное заведение Санкт-Петербурга и старейшее — из ныне действующих — России.
В своём нынешнем виде существует с 1998 года, когда были объединены между собой Высшее военно-морское училище имени М. В. Фрунзе и Высшее военно-морское училище подводного плавания имени Ленинского Комсомола. С 2001 года носит нынешнее название.
В институте осуществляется подготовка офицеров военно-морского флота на 5 факультетах: штурманском, гидрографическом, минно-трального и противолодочного вооружения, крылатых и баллистических ракет подводных лодок, а также специальных вооружений.

## Навигацкая школа (1701)
14 (25) января 1701 года Указом Петра I была основана Школа математических и навигацких наук. Целью создания этого учебного заведения было обеспечение комплектования создающегося российского флота отечественными кадрами. С июня 1701 года Школа располагалась в Москве в Сухаревой башне поблизости от Кремля. Готовила она специалистов не только для флота, но и для армии и гражданской службы.
Школа делилась на классы — в первых двух обучали неграмотных русскому языку и началу счёта. После этого большинство выходцев из бедных слоёв населения отправляли служить писарями или учиться на мастеров адмиралтейства. Наиболее способные из них, а также юноши дворянского происхождения, переводились в следующие классы, высшими из которых являлись мореходные (плоской и меркаторской навигации), морской астрономии). Кроме того, ученики изучали ведение шканечного журнала, счисление пути корабля, фехтование. Изучение велось последовательно и завершалось сдачей экзамена. Наиболее способные и старательные могли закончить полный курс школы за 4 года, а нерадивые учились и до 13 лет.
Первоначально школа находилась в ведении Оружейной палаты, с 1706 года она была передана в Воинский морской приказ, а с 1712 года — в Воинскую морского флота канцелярию. Преподаватели школы были независимы друг от друга и подчинялись только генерал-адмиралу Ф. М. Апраксину.
Первый выпуск Школы состоялся в 1705 году. Её окончили 64 человека. Выпускники Школы получали право на производство в офицеры после длительного плавания на кораблях и соответствующего экзамена. Многие стажировались на английском и голландском флотах.
Эту школу возглавлял потомок шотландских королей, российский граф, генерал-фельдмаршал и герой Полтавы Яков Вилимович Брюс.

## Морская Академия (1715)
В 1715 году в Санкт-Петербурге на базе старших мореходных классов Навигацкой школы создаётся Морская академия (Академия морской гвардии). Навигацкая школа лишилась своего прежнего статуса и стала подготовительным училищем при Академии.
Морская академия была рассчитана на 300 учеников и организационно делилась на 6 отделений по 50 человек. Во главе академии стоял директор, отделениями командовали офицеры из гвардейских полков. Помимо отделений в Академии имелся отдельный класс геодезистов численностью 30 человек. В 1716 году было учреждено воинское звание «гардемарин». Это звание заменило звание «навигатор», в качестве переходного от ученика Морской академии к чину мичмана (учреждён в 1713 г.). По экзамену мичманы производились в первый офицерский чин унтер-лейтенанта. В 1732 году первым офицерским чином на флоте стал чин мичмана, сохранивший это значение до 1917 года с перерывом в 1751—1758 гг.
С 1723 года в гардемаринскую роту (200 чел.) зачисляли прошедших теоретический курс. Летом гардемарины распределялись по кораблям и уходили в практическое плавание, а зимой продолжали теоретическое обучение. Срок пребывания в чине гардемарина зависел от способностей и наличия свободных офицерских должностей, а также старшинства в списке роты. Вместо положенных семи лет, некоторые становились офицерами через три-четыре года, а другие служили в чине гардемарина до двадцати лет. В 1744 году в отставку «по болезни и старости» был отправлен 54-летний гардемарин, прослуживший в этом чине тридцать лет. В 1717—1752 гг. из Академии было выпущено более 750 человек.

## Морской шляхетный кадетский корпус (1752)
15 декабря 1752 года Навигацкая школа и гардемаринская рота были упразднены, а Морская академия преобразована в Морской шляхетный кадетский корпус. Название подчёркивало комплектование его исключительно лицами дворянского происхождения. Штат корпуса предусматривал обучение 360 человек, которые в строевом отношении делились на три роты по 120 человек, а в учебном — на три класса.
Гардемаринами стали называть учеников старшего класса корпуса. Состав роты был смешанный — в каждую входили три учебные группы — гардемаринская (1 класса) и кадетские (2 и 3 класса). В 1762 году для кадетов ввели единую форму одежды, однотипное вооружение и снаряжение. Новым штатом в помощь директору назначался капитан 1 ранга, фактически — его заместитель по строевой части, которому подчинялись старшие офицеры — командиры рот. В каждой роте было по 4 офицера.
Деятельностью преподавателей руководил профессор. В Корпусе изучалось 28 наук, в том числе: арифметика, геометрия, тригонометрия, алгебра, механика, навигация, география, артиллерия, фортификация, история, политика, риторика, на выбор — французский, английский или немецкий языки, тактическое маневрирование (морские эволюции), морская практика, такелажное дело, фехтование, танцы.
Перевод из класса в класс, а также производство гардемаринов в офицеры, осуществлялись только на вакантные места. До 1762 года выпускники Корпуса были обязаны служить пожизненно. 18 февраля 1762 года манифестом Петра III «О вольности дворянской» каждый дворянин получил право служить по своему усмотрению и выйти в отставку. Этот порядок сохранялся до 1917 года. В 1762—1802 гг. Корпус возглавлял И. Л. Голенищев-Кутузов. По его инициативе в 1764 году ввели должность старшего инспектора классов, который отвечал за организацию учебного процесса. В 1769 году была основана библиотека Морского корпуса, которая пополнялась оригинальными и переводными книгами и учебниками.
Быстрый рост флота вызвал расширение Морского корпуса, штат которого в 1783 году расширили до 600 человек, а в 1791 году в нём фактически обучалось около тысячи человек. С 1753 по 1802 гг. Корпусом было выпущено 3036 офицеров.

## Морской кадетский корпус (1802)
В 1802 году из названия исключили слово «шляхетный», но принцип комплектования Корпуса не изменился. Директором корпуса стал контр-адмирал П. К. Карцев, ветеран войн с Турцией и Швецией. Наиболее способные гардемарины отправлялись волонтёрами на английский и французский флоты. В 1812 году Морской корпус произвёл два выпуска, флот пополнился 134 мичманами, многие из которых приняли участие в войне с наполеоновской Францией. В 1817 году штат корпуса предусматривал обучение 700 кадетов и гардемаринов, расходы на его содержание составляли более 460 тыс. руб. в год.
10 января 1817 года в Морской кадетский корпус было влито Училище корабельной архитектуры, которое готовило специалистов для кораблестроения. В 1827 году оно было преобразовано в кондукторские роты Учебного морского рабочего экипажа. В 1828 году кондукторские роты стали самостоятельным подразделением и были переведены в здание Главного Адмиралтейства.
В 1826 году корпус под воздействием Николая I приравняли к экипажу, аналогичному армейскому батальону. Капитан 1 ранга стал именоваться командиром экипажа. Батальон включал гардемаринскую, три кадетские и резервную роты. В кадетских обучались мальчики от 10 до 16 лет, в гардемаринской — юноши 16—18 лет. Роту возглавлял капитан-лейтенант, отделения — лейтенанты и мичмана. В обучении на первый план, как и в армии того времени, вышла строевая подготовка. Дисциплина поддерживалась строгими наказаниями. В таких сложных условиях положительную роль сыграла деятельность адмирала И. Ф. Крузенштерна, бывшего сначала инспектором классов, а затем и директором Корпуса (1827—1842 гг.). При нём в Корпусе были созданы музей и обсерватория. 28 января 1827 года при корпусе был открыт Офицерский класс для совершенствования образования офицеров. Тем не менее, уровень обучения офицеров неуклонно падал, что стало одной из причин поражения в Крымской войне.
В 1855 году преобразования на флоте возглавил генерал-адмирал великий князь Константин Николаевич. В 1861 году при его участии были установлены новые правила приёма в Морской корпус. Впервые были введены конкурсные экзамены и «пробные» плавания. В корпус принимались юноши от 14 до 17 лет, кроме дворян право на поступление имели также дети «почётных граждан», заслуженных армейских и флотских офицеров, гражданских чиновников. Телесные наказания были отменены, основной упор сделали на стремление выработать дисциплину, основанную на сознательном отношении к делу.

## Морское училище (1867)
В 1867 году Морской корпус переименовали в Морское училище. Согласно уставу в него принимались юноши с 16 лет, срок обучения составлял 4 года, штат сокращался до 240 человек с расчётом на ежегодный выпуск 60 гардемаринов. Звание «гардемарин» стало присваиваться выпускникам училища, которые отправлялись в годичное плавание, после чего производились в чин мичмана. Курс училища подразделялся на две части — общую (1 год) и специально-морскую (3 года). Ежегодно в мае проводились переводные экзамены, а с 25 мая по 25 августа кадеты проходили практику на кораблях учебного отряда.
7 августа 1862 года Офицерский класс реорганизовали в Академический курс морских наук, который в 1877 году был преобразован в Морскую академию, которая с 1907 года стала самостоятельным учебным заведением. В 1861—1871 гг. училище возглавлял контр-адмирал В. А. Римский-Корсаков. При нём были отменены некоторые обязательные занятия, сокращено число строевых занятий, повысилась роль самостоятельной подготовки кадетов. Кадетам было разрешено ежедневно после занятий уходить в город до 23 часов. В дисциплинарную практику ввели «штрафные отметки», которые влияли на старшинство в выпуске, которое влияло не только на распределение по окончании училища, но и на получение очередных офицерских званий. Многие из этих преобразований оказались временными.
Преемник Римского-Корсакова, контр-адмирал А. П. Епанчин отменил часть его начинаний. В 1872 году кадетам запретили выход в город по будним дням, стали практиковать обыски личных вещей. С 1875 года срок обучения увеличили до 5 лет, а возраст поступающих в подготовительный класс снизили до 12 лет. В 1882 году звание «гардемарин» на флоте упразднили, а в училище ввели гардемаринскую роту. При выпуске вновь стали присваивать чин мичмана.

## Морской кадетский корпус (1891)
В 1891 году училище вновь переименовали в Морской кадетский корпус. По новому положению срок обучения составлял 6 лет, корпус делился на 6 рот, а в учебном плане — на 6 классов (три общих и три специальных). В 1898 году число воспитанников увеличили до 600 человек. Директор корпуса осуществлял руководство через ближайших помощников — заведующих строевой и хозяйственной частями.
Ежегодно в летние месяцы выпускники практиковались на кораблях Учебного отряда морских судов. Качество практики несколько снижалось ввиду устаревания корабельного состава отряда. Тем не менее, качество специальной подготовки оставалось достаточно высоким благодаря углублённому изучению специальных дисциплин. В 1903 году срок обучения в специальных классах был увеличен ещё на один год.

## Морской корпус (1906)
С 1906 года в корпусе был проведён ряд преобразований, основанных на реализации опыта русско-японской войны. Увеличили число воспитанников, а гардемаринов специальных классов приравняли к юнкерам военных училищ. Выпускники корпуса производились в корабельные гардемарины, а после годичного плавания получали чин мичмана. Главным предметом в специальных классах стала тактика. Курс военно-морской истории преобразовали в историю военно-морского искусства. Совершенствовалась материальная база. В 1912 году были проведены первые соревнования между кадетами — они включали в себя гимнастику, фехтование, стрельбу из винтовки и револьвера, плавание, гонки под парусом.

## Морской Его Императорского Величества Наследника Цесаревича корпус (1914)
6 ноября 1914 года Николай II назначил шефом корпуса своего сына Алексея Николаевича. Во время Первой мировой войны сроки обучения были сокращены при сохранении объёма основных учебных программ. Тем не менее, Морской корпус в силу сословных ограничений не мог избавить растущий флот от недостатка кадров. В 1916 году корпус переименовали в Училище. В марте 1918 года училище прекратило свою деятельность.

## Курсы командного состава флота (1918)
15 сентября 1918 года специальным приказом было объявлено о создании в Петрограде Курсов командного состава флота на 300 слушателей. Открытие курсов состоялось 10 октября в здании бывшего Морского училища. Слушателей набирали из матросов-специалистов, которых планировалось подготовить к исполнению офицерских обязанностей всего за 4 месяца. В 1919 году Курсы реорганизовали в Училище командного состава флота со сроком обучения три с половиной года. Училище включало военно-морской и технический отделы. Военно-морской отдел готовил штурманов, артиллеристов и минёров, технический отдел — механиков, электромехаников и радиотелеграфистов. Таким образом, впервые был реализован принцип подготовки специалистов на первичные офицерские должности. Правилами поступления разрешалось зачислять в училище не только матросов, но и гражданскую молодёжь.
В октябре 1919 года отряд слушателей впервые выступил на фронт. За проявленный отрядом героизм, училищу было вручено Красное знамя, которое и сейчас хранится в его музее.
8 июля 1920 года было утверждено Положение о приёме в училище, которое установило возраст поступающих из числа гражданской молодёжи — 18 лет, из числа военных моряков — 26 лет. Для поступления требовалось среднее образование и сдача вступительных экзаменов.
18 июня 1922 года состоялся первый выпуск училища — его окончило 82 человека. В том же году подготовка по специальностям «инженер-механик» и «инженер-электрик» была переведена в создаваемое Военно-морское инженерное училище (ныне — Военный (политехнический) институт Военно-морской академии имени Адмирала Флота Советского Союза Н. Г. Кузнецова).
Осенью того же года Училище командного состава флота преобразовали в Военно-морское училище закрытого типа с четырёхлетним курсом обучения. Программа была рассчитана на подготовку вахтенных командиров. Полученные знания могли обеспечить продвижение по службе до командира корабля 2 ранга. Для совершенствования плавсостава по специальностям артиллеристов, минеров, штурманов и подводников были открыты в 1923 году Высшие курсы специалистов командного состава флота (впоследствии Высшие специальные офицерские классы ВМФ). В дальнейшем офицер мог совершенствовать свои знания в Военно-морской академии. В 1922 году состоялось первое полноценное плавание слушателей на боевых кораблях. В 1924 году учебный корабль «Комсомолец» и крейсер «Аврора» с курсантами на борту совершили первый дальний поход по маршруту Кронштадт — Берген — Мурманск — Архангельск — Тронхейм — Кронштадт, общей продолжительностью 47 суток.

## Военно-морское училище имени М. В. Фрунзе (1926)

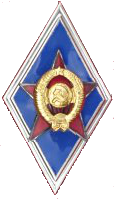
Нагрудный знак,
ВС СССР,
за окончание военно-учебного заведения — высших военных училищ и военных институтов

7 января 1926 года по ходатайству личного состава училища, ему было присвоено имя Михаила Васильевича Фрунзе. Тогда же было введено звание «курсант». Новым штатом предусматривалось обучение 825 курсантов. Программа обучения делилась на 4 курса.
22 сентября 1935 года в СССР были введены персональные воинские звания для командного состава РККА и РККФ. В июне 1936 года в училище состоялся первый выпуск лейтенантов.
13 октября 1936 года училище было награждено Почётным Революционным Красным знаменем, и получило наименование Краснознамённого. Было сформировано четыре отдела: штурманский, артиллерийский, минно-торпедный и гидрографический. В 1937—1939 гг. создавались военно-морские училища в Баку, Севастополе и Владивостоке. Туда уехали многие курсанты, преподаватели и командиры ВМУ имени М. В. Фрунзе.
10 июня 1939 года училище было награждено орденом Ленина. В 1939 году училище было преобразовано в Высшее военно-морское училище имени М. В. Фрунзе. Авторитет училища постоянно рос. В 1940 году на 300 вакантных мест было получено 3900 заявлений от желающих поступить. В 1939 году училище закончило 625 лейтенантов, в 1940—404.
Начало Великой Отечественной войны совпало с периодом практики у курсантов. 25 июня 1941 года состоялся досрочный выпуск офицеров. Лейтенантами стали 198 курсантов. Второй в 1941 году досрочный выпуск состоялся 31 октября. Курсанты 1 и 2 курсов в июле-августе 1941 года принимали участие в боях в составе 1-й отдельной бригады морской пехоты.
В конце июля 1941 года также было принято решение об эвакуации училища в Астрахань, где оно должно было разместиться на базе Астраханского института рыбной промышленности. Эвакуация завершилась 10 января 1942 года.
Последний выпуск военного времени состоялся 7 мая 1944 года.
Летом того же года училище вернулось в Ленинград. По окончании войны курсанты ВВМУ имени М. В. Фрунзе участвовали в параде Победы на Красной площади.
52 выпускникам училища во время войны было присвоено звание Героя Советского Союза.
Первый послевоенный выпуск состоялся в апреле 1947 года.
29 января 1951 года ВВМУ имени М. В. Фрунзе указом Президиума Верховного Совета СССР было награждено орденом Ушакова I степени. В 1955 году совету училища предоставили право принимать к защите диссертационные работы. Позднее были созданы специализированные учёные советы по присуждению учёных степеней доктора и кандидата наук.
В 1959—1962 годах училище перешло на командно-инженерный профиль подготовки кадров. Была внедрена факультетская система, срок обучения увеличен до 5 лет. Летом 1962 года состоялся первый выпуск специалистов командно-инженерного профиля. Также впервые вместо 6 государственных экзаменов, выпускники защищали дипломные работы.
В 1959—1971 годах в училище работал факультет политсостава, готовивший офицеров с высшим военно-политическим образованием и квалификацией корабельного штурмана. В 1967 году на базе этого факультета было создано Киевское высшее военно-морское политическое училище.
В 1967 году Ракетно-артиллерийский факультет был переведён в Калининград, где на его основе был создан филиал ВВМУ имени М. В. Фрунзе, впоследствии преобразованный в Калининградское ВВМУ — ныне Балтийский военно-морской институт имени Ф. Ф. Ушакова.
В 1998 году в связи с реорганизацией военных учебных заведений ВВМУ имени М. В. Фрунзе было объединено с ВВМУПП имени Ленинского комсомола и переименовано в Санкт-Петербургский военно-морской институт.
В 2024 году главнокомандующий ВМФ адмирал Николай Евменов заявил о планах восстановления ВВМУПП в качестве отдельного военного высшего учебного заведения.

## Начальники училища
- 1916—1918 — генерал-лейтенант Александр Михайлович Бригер
- 1919 — А. А. Костин
- 1919—1920 — Борис Борисович Жерве
- 1920—1922 — Н. И. Паттон
- 1922 — Воин Петрович Римский-Корсаков
- 1922—1924 — Евгений Францевич Винтер
- 1924—1926 — Николай Александрович Бологов
- 1926—1930 — Юрий Федорович Ралль
- 1930—1934 — командир РККФ Алексей Николаевич Татаринов
- 1934—1939 — комдив Георгий Андреевич Буриченков
- 1939 — флагман 2 ранга Петр Семенович Броневицкий
- 1939—1941 — контр-адмирал Семён Спиридонович Рамишвили
- 1941—1942 — капитан 1 ранга Борис Михайлович Жуков
- 1942 — капитан 1 ранга Борис Николаевич Апостоли
- 1942—1944 — капитан 1 ранга Константин Давидович Сухиашвили
- 1944—1947 — контр-адмирал Владимир Юльевич Рыбалтовский
- 1947—1951 — контр-адмирал Константин Матвеевич Кузнецов
- 1951—1952 — контр-адмирал Александр Герасимович Ванифатьев
- 1952—1954 — контр-адмирал Гавриил Акимович Коновалов
- 1954—1959 — вице-адмирал Валентин Лукич Богденко
- 1959—1967 — вице-адмирал Александр Герасимович Ванифатьев
- 1967—1974 — вице-адмирал Виктор Алексеевич Хренов
- 1974—1979 — вице-адмирал Виталий Васильевич Платонов
- 1980—1988 — вице-адмирал Николай Константинович Фёдоров
- 1988—1993 — контр-адмирал Александр Сергеевич Ковальчук
- 1993—1998 — контр-адмирал Борис Александрович Попов
- 1998—2002 — контр-адмирал Николай Алексеевич Скок[4][5]
- 2002—2006 — контр-адмирал Олег Дмитриевич Демьянченко
- 2006—2012 — контр-адмирал Юрий Прокопьевич Ерёмин
- 2012—2014 — контр-адмирал Николай Венедиктович Марьясов
- 2014 по 2018 — контр-адмирал Владимир Николаевич Соколов
- 2018 по 2021 — контр-адмирал Щербицкий Александр Вадимович
- 2021 — н/в — контр-адмирал Игнасюк Олег Валерьевич